# Hermína Týrlová
Hermína Týrlová (ur. 11 grudnia 1900 w Březovych Horach, zm. 3 maja 1993 w Zlinie) – czeska scenarzystka, reżyserka i ilustratorka. Jest jedną z najważniejszych postaci w historii czeskiego filmu animowanego, była pierwszą kobietą w tej branży w narodzie czeskim.

## Życiorys
Urodziła się 11 grudnia 1900 roku w Březovych Horach (w 1953 włączonych do miasta Przybram). Jej ojciec, Antonín, był rzeźbiarzem, jednak pracował jako górnik. Miała czwórkę starszego rodzeństwa. Często bawił się z dziećmi kukiełkami. Zmarł w wyniku zawalenia się kopalni, gdy jego córka miała 4 lata. Gdy Hermína miała 11 lat, zmarła jej matka, trafiła więc do sierocińca.
Przeprowadziła się do Pragi, gdzie przez kilka lat występowała z grupami teatralnymi, a od 15. roku życia występowała w Teatrze Ludowym Urania, uczęszczając tam dodatkowo na zajęcia taneczne, muzyczne, a także próbowała swoich sił literackich. Tam też poznała swojego przyszłego męża Karela Dodala, który wówczas był malarzem w teatrze.
W drugiej połowie lat 20. XX wieku Karel Dodal rozpoczął w praskiej firmie Elekta Joruanl, gdzie tworzył animowane reklamy. Pełnił funkcje rysownika, reżysera i operatora kamery. Hermína początkowo pomagała swojemu partnerowi w tworzeniu animacji, później na krótko również znalazła zatrudnienie w Elekta Joruanl. Wspólnie tworzyli głównie reklamy.
W 1928 roku para stworzyła pierwszy wspólny film Zamilovaný vodník, który został zrealizowany według pomysłu Hermíny. Razem stworzyli jeszcze Bimbovo smutné dobrodružství zainspirowane amerykańskim serialem Out of the Inkwell, a także Tommy a mořská panna, który nie zachował się.
W latach 30. XX wieku Czechosłowację dotknął kryzys gospodarczy i firma Elekta Joruanl zakończyła działalność. Hermína próbowała prowadzić własną działalność gospodarczą. Zdobyła zamówienia na filmy od Ministerstwa Rolnictwa, jednak zbyt wysokie koszty przynosiły straty przewyższające zyski ze zlecenia. Problemy finansowe, a także inne niepowodzenia, doprowadziły do rozstania pary. W 1932 roku doszło do rozwodu, a  Hermína powróciła do panieńskiego nazwiska.
W 1933 roku Karel Dodal i jego druga żona Irena założyli firmę IRE Film, w której tworzyli kolorowe kreskówki i filmy krótkometrażowe. Hermína pracowała dla nich jako rysowniczka i scenografka, a później jako niezależna animatorka. Współpraca trwała przez 6 lat, które w późniejszym życiu Týrlová opisywała jako najgorszy moment w swoim życiu i karierze.
Współpracę Hermíny ze studiem IRE Film przerwał wybuch II wojny światowej. W 1939 roku Karel Dodal wyemigrował do Stanów Zjednoczonych, natomiast Hermína rozpoczęła pracę jako ilustratorka w magazynie dla dzieci Punťa.
W 1942 roku w Zlinie Hermína stworzyła swój pierwszy film o przygodach Mrówki Ferdy. Lalkę głównej w postaci wykonała niemal w całości samodzielnie. Sekor nie był zachwycony jej pierwszym projektem, który odbiegał od oryginału. Artystka martwiła się jednak, że lalka nie będzie miała wystaraczjącej stabilności, przez co będzie się kołysać i mocno ograniczy możliwości animacji. Kukiełkę zmieniała kilka razy, zanim udało się zadowolić obie strony. Film odniósł sukces, co otworzyło jej drogę do dalszej kariery. Stała się pionierką krajowego filmu lalkowego. Otrzymała szansę na stworzenie kolejnego filmu, w którym łączyła prawdziwych aktorów z lalkami. Nie dokończyła jednak produkcji, gdyż prawie gotowy film został zniszczony w wyniku pożaru. Film ten miał opowiadać o przyjaźni między odrzuconą szmacianą lalką a małą, kapryśną dziewczynką. Kiedy przebywała w szpitalu, Karel Zeman, wraz z Bořivojem Zemanem, stworzył nową wersję filmu. Tyrlova nie zgodziła się podpisać jej jako współautor, a wydarzenie to kilka dziesięcioleci popsuło relacje między Hermíną i Zemanem.
W 1945 roku wstąpiła do Komunistycznej Partii Czechosłowacji.
W 1947 roku udało się jej stworzyć kolejny film – Bunt zabawek, którego współtwórcą był František Sádek. Produkcja otrzymała nagrodę w 1947 na Międzynarodowym Festiwalu Filmowym w Brukseli w kategorii najlepszy film dla dzieci.
W latach 50. XX wieku pozostawała w cieniu popularniejszych wówczas animatorów: Jiřiego Trnki oraz Karela Zemana. Inspirowała się ich techniką w takich produkcjach jak Věneček národních písní czy Zlatovláska. W 1958 roku stworzyła film Uzel na kapesníku. Rok później został on uznany za najlepszy film krótkometrażowy na Międzynarodowym Festiwalu Filmowym w Mar del Plata. Film ten był niezwykle ważny w jej karierze, gdyż dotychczas jej twórczość była krytykowana za banalność.
W 1966 roku, wraz z Giancarlem Zagnim, otrzymała za film Snehulák nagrodę Lion of San Marco na 27. Międzynarodowym Festiwalu Filmowym w Wenecji.
W 1968 roku podpisała manifest Dwa tysiące słów.
Na Międzynarodowym Festiwalu Filmowym w San Sebastián otrzymała Złotą Muszlę w kategorii „Najlepszy film krótkometrażowy” za film Hvězda Betlémská (1969), natomiast w 1971 roku została odznaczona tytułem Artysty narodowego.
Zmarła 3 maja 1993 roku w Zlinie. Pochowana została na cmentarzu leśnym w Zlinie. Na płycie jej grobu wyryto postać z filmu Ukolébavka.

## Życie prywatne
W 1928 roku wyszła za Karela Dodala, z którym rozwiodła się w 1932 roku, powracając do panieńskiego nazwiska. Nie wyszła ponownie za mąż i nie miała dzieci.

## Twórczość
Hermína Týrlová jest wymieniana obok Jiřiego Trnki oraz Karela Zemana jako założycielka czeskiego filmu animowanego. Była też pierwszą kobietą w tej branży w narodzie czeskim.
W filmie Bunt zabawek wykorzystała własny pomysł wystąpienia na ekranie aktora obok lalki, co stało się jej charakterystycznym stylem.
W latach 50. XX wieku inspirowała się wówczas popularniejszymi animatorami Jiřiem Trnką oraz Karelem Zemanem, którzy przyćmiewali ją swoją popularnością. Pojawiają się też sugestie, że tworzenie przez nią prostych i jednoznacznych bajek dla dzieci było wymuszone przez reżim. Powróciła do swojego stylu w filmie Uzel na kapesníku z 1958 roku, który został doceniony przez krytyków. Zmieniło to też podejście do jej twórczości, która dotychczas była krytykowana za banalność.
Określana jest mianem mistrzyni poszerzania granic animacji i eksperymentowania z różnymi materiałami, wykorzystywała m.in. bawełniane kulki, materiały, kłębki wełny, filc i dziergane figurki. W filmach dla dzieci często za pomocą animacji lalkowej i płaskiej ożywiała wełniane tkaniny, tworząc z nich pełnoprawnych bohaterów. W ten sposób stworzyła wiele animacji w latach 60. i 70. XX wieku, m.in.: Dvě klubíčka (1962), Vlněná pohádka (1964), Vánoční stromeček (1968), Sněhulák (1966).

### Lista produkcji
| Rok  | Tytuł                   | Źródło |
| ---- | ----------------------- | ------ |
| 1928 | Zamilovaný vodník       | [ 19 ] |
| 1936 | Hra bublinek            | [ 19 ] |
| 1938 | Tajemství lucerny       | [ 19 ] |
| 1942 | Mrówka Ferda            | [ 21 ] |
| 1946 | Bunt zabawek            | [ 8 ]  |
| 1947 | Co jim schází           | [ 22 ] |
| 1947 | Ukolébavka              | [ 19 ] |
| 1948 | Karambol                | [ 23 ] |
| 1949 | Noční romance           | [ 24 ] |
| 1951 | Nepovedený panáček      | [ 25 ] |
| 1952 | Devět kuřátek           | [ 11 ] |
| 1953 | Pohádka o drakovi       | [ 11 ] |
| 1955 | Věneček národních písní | [ 4 ]  |
| 1955 | Zlatovláska             | [ 4 ]  |
| 1956 | Míček flíček            | [ 19 ] |
| 1956 | Přehlídka loutek        | [ 11 ] |
| 1957 | Kalamajka               | [ 19 ] |
| 1958 | Pasáček vepřů           | [ 19 ] |
| 1958 | Uzel na kapesníku       | [ 4 ]  |
| 1959 | Vláček kolejáček        | [ 19 ] |
| 1959 | Ztracená panenka        | [ 19 ] |
| 1960 | Den odplaty             | [ 19 ] |
| 1961 | Zvědavé psaníčko        | [ 19 ] |
| 1962 | Kačenka                 | [ 26 ] |
| 1962 | Dvě klubíčka            | [ 19 ] |
| 1963 | Kulička                 | [ 19 ] |
| 1964 | Vlněná pohádka          | [ 19 ] |
| 1965 | Modrá zástěrka          | [ 19 ] |
| 1966 | Sněhulák                | [ 19 ] |
| 1966 | Chlapeček nebo holčička | [ 27 ] |
| 1967 | Psí nebe                | [ 28 ] |
| 1968 | Vánoční stromeček       | [ 8 ]  |
| 1968 | Zvučka                  | [ 29 ] |
| 1968 | Ferko Mechúrik          | [ 30 ] |
| 1968 | Korálková pohádka       | [ 11 ] |

| 1969 | Hvězda betlémská                 | [ 19 ] |
| 1970 | Malovánky                        | [ 11 ] |
| 1971 | Toulavé telátko                  | [ 8 ]  |
| 1971 | Píšťalka                         | [ 11 ] |
| 1972 | Jak pejsek vyčmuchal darebáka    | [ 11 ] |
| 1972 | Kluk dostává filipa              | [ 11 ] |
| 1972 | Pejskův sen                      | [ 11 ] |
| 1972 | Ukradené dítě                    | [ 8 ]  |
| 1972 | Obávaná kačena                   | [ 8 ]  |
| 1973 | Růžové brýle                     | [ 11 ] |
| 1973 | Klukovy klukoviny                | [ 11 ] |
| 1973 | Vánoce u zvířátek                | [ 11 ] |
| 1974 | Já a můj dvojnožec               | [ 11 ] |
| 1974 | Já a Bělovous Zrzunda            | [ 11 ] |
| 1974 | Oslík ušatec                     | [ 11 ] |
| 1975 | Já a Bleděmodrá                  | [ 11 ] |
| 1975 | Já a Fousek                      | [ 11 ] |
| 1976 | Já a Kiki                        | [ 11 ] |
| 1977 | Příhody Ferdy mravence           | [ 11 ] |
| 1977 | Ferda v cizích službách          | [ 11 ] |
| 1977 | Ferda v mraveništi               | [ 11 ] |
| 1978 | Příhody Brouka Pytlíka           | [ 19 ] |
| 1978 | Jak se měl Ferda na světě        | [ 11 ] |
| 1979 | Uspávanka                        | [ 11 ] |
| 1979 | Jak si Jakub naposledy vystřelil | [ 11 ] |
| 1980 | Žertíkem s čertíkem              | [ 11 ] |
| 1980 | Hračky pračky                    | [ 11 ] |
| 1981 | Konec kouzelníka Uhahuly         | [ 11 ] |
| 1981 | Rozpustilí bráškové              | [ 11 ] |
| 1982 | Prak darebák                     | [ 11 ] |
| 1985 | Opičí láska                      | [ 19 ] |
| 1986 | Pohádka na šňůře                 | [ 19 ] |

## Nagrody i wyróżnienia

### Osobiste
- Zasłużony Artysta (1961)
- Artysta narodowy (1971)[17]
- Order Pracy (1975)[31]
- Order Zwycięskiego Lutego (1980)[32]

### Filmy
| Rok  | Film              | Festiwal                                        | Kategoria                      | Wynik   | Źródło        |
| ---- | ----------------- | ----------------------------------------------- | ------------------------------ | ------- | ------------- |
| 1947 | Bunt zabawek      | Międzynarodowy Festiwal Filmowy w Brukseli      | Najlepszy film dla dzieci      | Wygrana | [ 12 ] [ 13 ] |
| 1959 | Uzel na kapesníku | Międzynarodowy Festiwal Filmowy w Mar del Plata | Najlepszy film krótkometrażowy | Wygrana | [ 14 ]        |
| 1966 | Snehulák          | Międzynarodowy Festiwal Filmowy w Wenecji       | Lion of San Marco              | Wygrana | [ 15 ] [ 16 ] |
| 1970 | Hvězda Betlémská  | Międzynarodowy Festiwal Filmowy w San Sebastián | Najlepszy film krótkometrażowy | Wygrana | [ 8 ]         |

## Upamiętnienie
Na jednym z domów w Březovych Horach znajduje się tablica informująca, że w nim niegdyś mieszkała. Początkowo tablica informowała, że w tym budynku urodziła się słynna reżyserka, ponieważ tak wskazała jej siostrzenica, jednak w 2000 roku ustalono na podstawie ksiąg metrykalnych, że było to błędne miejsce.

### Filmy dokumentalne
| Rok  | Tytuł                             | Reż.           | Źródło |
| ---- | --------------------------------- | -------------- | ------ |
| 1961 | Hermína Týrlová                   | Jan Iván       | [ 34 ] |
| 1970 | Den se sedmi křížky               | Zdeněk Hrubec  | [ 35 ] |
| 1978 | Já tomu říkám nedrcat se o nebesa | Hana Pinkavová | [ 36 ] |
| 1986 | Přijď, at' zase omládnu           | Hana Pinkavová | [ 37 ] |
| 2017 | Hermína Týrlová                   | Pavel Jirásek  | [ 38 ] |